# Maximilian Riede
Maximilian Riede (* 15. Juli 1996 in Wien) ist ein österreichischer Handballspieler.

## Karriere
Riede begann 2009/10 in der unter 13 Mannschaft des Handballclubs Fivers Margareten Handball zu spielen. Der Linkshänder durchlief sämtliche Altersstufen der Wiener und trat ab 2013/14 für die zweite Mannschaft in der Handball Bundesliga Austria an. 2015/16 stand er, am 27. Februar 2016 im Spiel gegen den Alpla HC Hard, das erste Mal im Kader der ersten Mannschaft. Seit der Saison 2016/17 ist der Außenspieler fixer Bestandteil des Teams, das an der Handball Liga Austria teilnimmt. 2016/17 sicherte sich der Außenspieler den Cup-Titel mit den Wienern.
Außerdem ist Riede Teil des Junioren Nationalteams und hat für dieses bereits mehr als 30 Länderspiele bestritten.

## Saisonbilanzen

### HLA-Bilanz
| 2015/16   | Handballclub Fivers Margareten                                  | HLA                                                             | 0                                                               | 0/0                                                             | 0                                                               |                                                                 |                                                                 |                                                                 |                                                                 |                                                                 |
| 2016/17   | Handballclub Fivers Margareten                                  | HLA                                                             | 18                                                              | 0/0                                                             | 18                                                              |                                                                 |                                                                 |                                                                 |                                                                 |                                                                 |
| 2017/18   | Handballclub Fivers Margareten                                  | HLA                                                             | 25                                                              | 0/0                                                             | 25                                                              |                                                                 |                                                                 |                                                                 |                                                                 |                                                                 |
| 2018/19   | Handballclub Fivers Margareten                                  | HLA                                                             | 13                                                              | 0/0                                                             | 13                                                              |                                                                 |                                                                 |                                                                 |                                                                 |                                                                 |
| 2019/20   | Saison aufgrund der COVID-19-Pandemie in Österreich abgebrochen | Saison aufgrund der COVID-19-Pandemie in Österreich abgebrochen | Saison aufgrund der COVID-19-Pandemie in Österreich abgebrochen | Saison aufgrund der COVID-19-Pandemie in Österreich abgebrochen | Saison aufgrund der COVID-19-Pandemie in Österreich abgebrochen | Saison aufgrund der COVID-19-Pandemie in Österreich abgebrochen | Saison aufgrund der COVID-19-Pandemie in Österreich abgebrochen | Saison aufgrund der COVID-19-Pandemie in Österreich abgebrochen | Saison aufgrund der COVID-19-Pandemie in Österreich abgebrochen | Saison aufgrund der COVID-19-Pandemie in Österreich abgebrochen |
| 2020/21   | Handballclub Fivers Margareten                                  | HLA                                                             | 35                                                              | 0/0                                                             | 35                                                              |                                                                 |                                                                 |                                                                 |                                                                 |                                                                 |
| 2015–2021 | gesamt                                                          | HLA                                                             | 91                                                              | 0/0                                                             | 91                                                              |                                                                 |                                                                 |                                                                 |                                                                 |                                                                 |

### HBA
| Saison    | Verein                         | Spielklasse | Tore | 7-Meter      | Feldtore |
| --------- | ------------------------------ | ----------- | ---- | ------------ | -------- |
| 2013/14   | Handballclub Fivers Margareten | HBA         | 2    | 0/0          | 2        |
| 2014/15   | Handballclub Fivers Margareten | HBA         | 38   | 0/0          | 38       |
| 2015/16   | Handballclub Fivers Margareten | HBA         | 75   | 21/24        | 54       |
| 2013–2016 | gesamt                         | HBA         | 115  | 21/24 (88 %) | 94       |

## Erfolge
- 1× Österreichischer Meister 2017/18
- 2× Österreichischer Pokalsieger 2016/17, 2020/21